# Ehulhul
Ehulhul, Echulchul, Eḫulḫul (akkadisch E2-ḫul2-ḫul2) ist der Name des Tempels des Mondgottes Sin in Harran, der zudem als Haus zur Freude aller Menschen das Hauptheiligtum im Kultzentrum des Mondgottes darstellte.

## Ehulhul – Aufbau und Zerstörung –

### Erste Bauherren

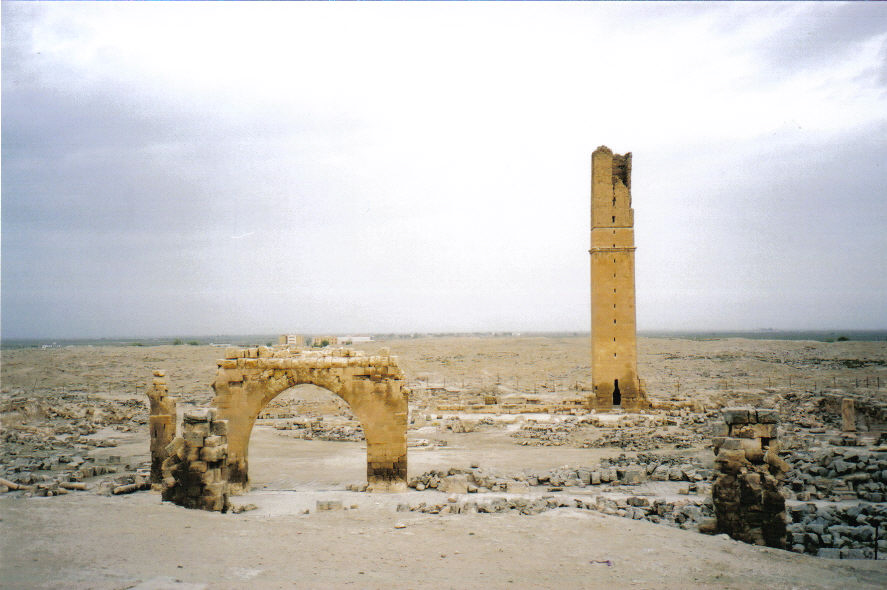
Ruinen der Ulu Cami (Große Moschee) von Harran (auf dem alten Sin-Tempel).

Erstmals wird der Aufbau des Tempels unter Salmanassar III. erwähnt. Danach ließ Sargon II. für Erneuerungsarbeiten 7,5 Minen Silber der Priesterschaft zukommen. Weitere Restaurierungen folgten von Asarhaddon und 664 v. Chr. von Assurbanipal. Letztmals vor der Zerstörung Ehulhuls nahm Šamaš-šuma-ukin in den Jahren 652 v. Chr. bis 648 v. Chr. Ausbesserungen am Heiligtum vor.

### Ehulhul als Orakelzentrum
Der Tempel von Ehuhul nahm eine zentrale Position im Orakelkult der Assyrer ein. Asarhaddon befragte beispielsweise vor seinem Feldzug gegen Ägypten in Ehulhul Sin und Schamasch nach dem richtigen Zeitpunkt für einen Angriff. Assurbanipals erste Restauration nach seinem Regierungsantritt galt Ehulhul, um die wichtigen Orakelanfragen im Wohlwollen der Götter zu vollziehen.

### Zerstörung Ehulhuls
Als Babylonien die kriegerischen Attacken gegen Assyrien verschärfte, boykottierte das alte assyrische Kultzentrum Harran die Aufforderung zur Unterwerfung unter das neubabylonische Reich. In einem kurze Zeit später folgenden Bündnis der Babylonier und Meder wurde deshalb im 16. Regierungsjahr des Nabopolassar die Stadt Harran, nun Residenz des letzten Assyrerkönigs, und damit der Tempel Ehulhul 610 v. Chr. zerstört.

### Auswirkungen
Nach den Grundsätzen der mesopotamischen Religion konnte eine Gottheit nur dann wohlwollend handeln, wenn sie in Form einer Statue mit einem zugehörigen Heiligtum verehrt werden konnte. Die Statue galt als personifizierter Gott; der Tempel stellte die ihm zugewiesene Wohnung dar. Ohne diese Grundlagen konnten keine Kulthandlungen vollzogen werden.
Die Dynastie des neubabylonischen Reichs hatte in Marduk ihren Hauptgott und sah daher zunächst keine Veranlassung, den Status des traditionell älteren Mondgottes Sin in Harran neu zu beleben. In den folgenden Jahren wurde die Rolle des Sin bis etwa 553 v. Chr. immer unbedeutender, ehe ein Babylonierkönig mit assyrischen Wurzeln, Nabonid, ankündigte, die alten Riten wiederherzustellen.

## Wiederaufbau Ehulhuls durch Nabonid

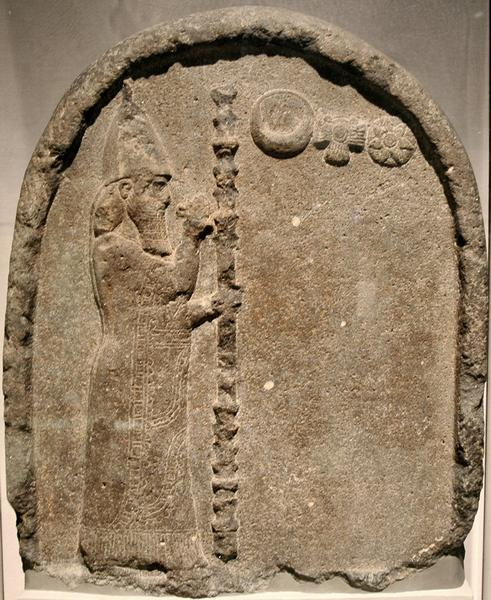
Nabu-na’id auf einem Relief bei der Anbetung der Gestirnsgottheiten Sin (Mond), Schamasch (Sonne) und Ischtar (Venus).

Zum Neubau von Ehulhul in Harran, wo die Mutter Nabonids, Adad-happe, bis zu seiner Zerstörung einst Priesterin gewesen war, rekrutierte ihr Sohn Nabonid nach Aussage des Sippar-Zylinders Bewohner vom Persischen Golf bis zum Mittelmeer. Die Statuen des Mondgottes ließ er von Babylon in den prächtig wiedererrichteten Tempel in Harran schaffen. Der tatsächliche Ablauf lässt sich unter Ausschaltung der Tendenzschriften recht genau rekonstruieren.
Die Behauptung, dass die Errichtung des Tempels gleich nach der Thronbesteigung des Babylonierkönigs im Jahr 555 v. Chr. in der Traumvision Nabonids von Marduk befohlen wurde, steht zunächst im Widerspruch zum Inhalt der Nabonid-Chronik. Dort wird berichtet, dass der Babylonierkönig erst nach den ersten Siegen von Kyros II. über die Meder 550 v. Chr. im sechsten Regierungsjahr Nabonids die Stadt Harran eroberte. Bedeutsam ist in diesem Zusammenhang die Tendenzschrift der Traumvision Nabu-na’ids, die vaticinium ex eventu nachträglich erstellt und mit dem Kyrosorakel verbunden wurde. Der Einwand des Babylonierkönigs, dass die Meder zu diesem Zeitpunkt die Kontrolle über Harran innehatten und damit die Möglichkeit eines sofortigen Baubeginns unmöglich machte, beantwortete die Prophezeiung mit einem Sieg von Kyros II. über die Meder für das dritte Regierungsjahr Nabonids. Nach dieser Niederlage könne mit der Restaurierung begonnen werden.
Im Sippar-Zylinder wird Nabonids zehnjähriger Aufenthalt in der Oase Tayma nicht erwähnt. Die Ankündigung der Restauration in der Traumvision verweist auf die Zeitdifferenz von 54 Jahren seit der Zerstörung Harrans. Daraus ergibt sich das Jahr 556 v. Chr. und mithin der Zeitpunkt unmittelbar nach der Machtergreifung des Babylonierkönigs, der in das 1. Regierungsjahr verlegt wurde, um 555 v. Chr. nach dem Ergreifen der Hände von Marduk die offizielle göttliche Beauftragung durch Marduk zu rechtfertigen. Die Harran-Inschrift H1 bestätigt ausdrücklich die Traumvision mit der Berufung Nabonids zum Bauvorhaben. Die Harran-Inschrift H2 berichtet dagegen vom Tayma-Aufenthalt und begründet die Unterbrechung des vorgesehenen Projekts mit der Rebellion der Bürger Babylons gegen Nabonid, um das Exil des Babylonierkönigs theologisch zu rechtfertigen.
Die Harran-Inschrift H1 verlegt das Bauvorhaben in die außenpolitische Lage und lässt Auftrag und Ausführung unmittelbar nacheinander folgen. Den Hintergrund bildete die nachträgliche Zuweisung an das Kyrosorakel, um die Tätigkeiten des Babylonierkönigs in Harran im Licht der göttlichen Prophezeiung erscheinen zu lassen.
Das Strophengedicht, ein gegen den Babylonierkönig gerichteter Schmähbericht, scheint ebenfalls die Traumvision Nabonids zu bestätigen, ist als Tendenzschrift für die tatsächlichen Geschehnisse historisch nicht korrekt. Die privaten Urkunden – von denen Tausende gefunden wurden, die aus Nabonaids Regierungszeit stammen – zeigen ein widersprüchliches Bild und legen den Wiederaufbau des Tempels in die Zeit vom 14. bis zum 17. Regierungsjahr. Die Möglichkeit, den Beginn der Aufbauarbeiten am Tempel vor 552 v. Chr. zu verlegen, der nach anschließender Unterbrechung durch den Aufenthalt in Tayma fortgesetzt und schließlich vollendet wurde, ist auszuschließen, da hierfür keine Bestätigung privater Urkunden vorliegt. Die Bemerkung von Adad-Happe, dass sie persönlich die Vollendung des Tempels gesehen (akkadisch: amur anaku) haben will, zählt zur Gattung von göttlichen Grabinschriften und muss als sehende Prophezeiung verstanden werden. Der scheinbare Widerspruch einer Vollendung des Tempelbaus vor ihrem Todesjahr und damit verbunden vor Nabonids Rückkehr wird vor diesem Hintergrund aufgelöst. Aus der Inschrift des Babylonierkönigs aus Harran geht hervor, dass die Fertigstellung von Ehulhul erst nach seiner Rückkehr aus Tayma 542 v. Chr. erreicht wurde.

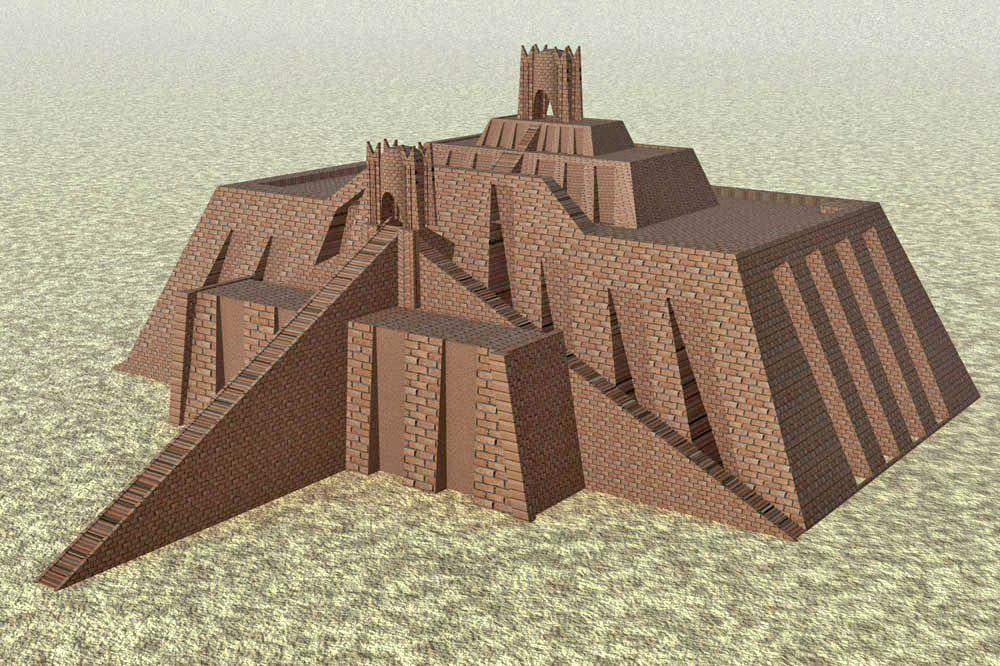
Modell einer typischen Zikkurat. Das genaue Aussehen von Ehulhul ist unbekannt.

Die Widersprüche der verschiedenen Inschriften werfen zusätzlich die Frage auf, warum gerade Kyros II. das Bauvorhaben im Hoheitsgebiet des Perserkönigs dem Land genehmigen sollte, das er später angriff. Die Komprimierung und theologische Idealisierung sowie die Verlegung der Traumvision des Nabonid in die Anfangszeit der Regierung des Babylonierkönigs sieht die moderne Forschung zwischenzeitlich als historische Tatsache. Anhand der Erklärungen in den privaten Urkunden als neutrale Quellen kann der Ablauf rekonstruiert werden: Die erfolgte Ankündigung eines Wiederaufbaus vom Tempel in Harran in der Traumvision Nabonids bezieht sich auf die Aussagen des Babylonierkönigs zum Zeitpunkt des Auszugs nach Tayma. Auffällig ist die Zunahme der Restaurierungen anderer Heiligtümer in der Zeit des Exils und lassen einen Beginn der Bauarbeiten für den Tempel Ehulhul in den späten Tayma-Jahren möglich erscheinen, der erst nach der späten Rückkehr Nabonids zwischen 542 v. Chr. und 538 v. Chr. fertiggestellt wurde. In diesem Zusammenhang ist die Aussage des Babylonierkönigs zu Beginn des Auszugs nachvollziehbar.
Über die weitere Geschichte des Heiligtums herrscht Unklarheit. Fest steht nur, dass Harran noch bis in die Spätantike ein wichtiges Zentrum des Mondkultes blieb.